# Pradilla de Ebro
Pour les articles homonymes, voir Ebro (homonymie).
Pour le peintre, voir Francisco Pradilla y Ortiz.
Pradilla de Ebro est une commune d’Espagne, dans la province de Saragosse, communauté autonome d'Aragon comarque de Ribera Alta del Ebro.